# Allen Coage
Allen James Coage, também conhecido como Bad News Brown e Bad News Allen (Nova Iorque, 22 de Outubro de 1943 – Calgary, Alberta, 6 de Março de 2007) foi um wrestler profissional norte-americano com o WWF entre muitas outras companhias. Também ganhou uma Medalha de Bronze nos Jogos Olímpicos - Montreal 1976, no judo, na divisão de pesos pesados.
Os fãs do Wrestling conhecem-no melhor como Bad News Brown, mas ele já tinha esse apelido antes de entrar no circo quadrado.

## Carreira
Antes dos seus treinos como lutador, Coage treinou no judo durante duas décadas, tendo pontuado pela equipa dos E.U.A. nos Jogos Olímpicos - Montreal 1976. Treinou ainda no Japão com mestres judocas, vivendo perto da pobreza e continuando somente pelo amor ao seu desporto. Depois da vitória da Medalha de Bronze, Coage tentou abrir a sua própria escola de judo. Mais tarde, resolveu tentar a sua sorte no wrestling profissional. Começou a treinar com Antonio Inoki por volta de 1978.
Depois de curtas permanências no New Japan Pro Wrestling e na então World Wide Wrestling Federation, Bad News Allen encontrou uma casa de longa duração na Stampede Wrestling de Stu Hart, sediada na cidade de adopção de Allen, Calgary. Allen haveria de ficar na Stampede de 1982 até 1988, com algumas tornées na Austrália e na Florida durante essa época, e haveria de ter lutas com lutadores como The Dynamite Kid e Owen Hart. Ele muitas vezes referia-se a si próprio em entrevistas como "O Último Guerreiro", um nome que ficou mais conhecido quando usado pelo lutador Jim Hellwig.
Allen voltou à World Wrestling Federation no início de 1988 como Bad News Brown, e foi neste período que conseguiu mais notoriedade. While era constituído maioritariamente por ultra virtuosos babyfaces e covardes e monstruosos heels, Bad News era algo inteiramente diferente; um duro solitário que permanecia na sua e lutava até ao último fôlego. Embora registrado como um "heel", Bad News Brown era mais um tweener, e a sua personagem tornar-se-ia modelo para personagens posteriores, tais como Stone Cold Steve Austin.
Alguns dos seus momentos memoráveis durante a sua permanência na WWF incluem uma vitória da batalha real na WrestleMania IV por assalto e eliminando Bret Hart e uma breve contenda com o então campeão Randy Savage no início de 1989. Bad News também teria um breve desafio com Hulk Hogan para o WWF Championship. Bad News deixou o WWF depois do SummerSlam de 1990 devido à falha de compromisso de Vince McMahon, que lhe prometera torná-lo no primeiro campeão negro da companhia.
Coage continuou a trabalha promovendo o circuito independente durante vários anos, incluindo a japonesa "stiff-style UWFi promotion". Coage retirou-se em 1998 devido a uma lesão no joelho. Continuou a trabalhar ocasionalmente em espectáculos independentes pera amigos, enquanto vivia em Calgary com a sua esposa, e considerava iniciar uma promoção ele próprio. Adicionalmente, ensinava wrestling, e trabalhava como funcionário da segurança de uma zona comercial em Airdrie (Canadá).
Coage morreu na manhã de 6 de Março de 2007 no "Rockyview Hospital" em Calgary, para onde foi levado com dores no peito. Tinha 63 anos de idade.

## Campeonatos e feitos
- Jogos Olímpicos
  - Medalha de Bronze (judô, categoria de pesos pesados) (1 vez)
- Jogos Pan-americanos
  - Medalha de Ouro (2 vezes)
- Wrestling profissional
- National Wrestling Alliance
  - Nacional
    - NWA Americas Tag Team Championship (3 vezes)

  - Regional
    - NWA Florida Bahamian Championship (1 vez)
    - NWA Florida Heavyweight Championship (1 vez)
    - NWA Florida Southern Heavyweight Championship (1 vez)
- Pro Wrestling Illustrated
  - PWI o colocou como #187 dos 500 melhore lutadores de 2003.
- Stampede Wrestling
  - Stampede North American Heavyweight Championship (2 vezes)
- Outros campeonatos
  - ICW Heavyweight Championship (1 vez)
  - IWA Heavyweight Championship (1 vez)